# 페르콜로모나스속
페르콜로모나스속(Percolomonas)은 페르콜라테아강에 속하는 원생생물 속의 하나이다. 자유 생활하는 편모충류로 스테파노포곤속과 함께 하나의 분류군을 형성한다.
페르콜로모나스 코스모폴리투스(Percolomonas cosmopolitus) 종을 포함하고 있다.